# Jim Reeves
James Travis Reeves (Galloway, 20 de agosto de 1923 — 31 de julho de 1964) foi um cantor e compositor de country e pop americano popular nas décadas de 1950 e 1960. Ganhou reconhecimento internacional pela popularização do Nashville sound, e suas canções continuaram a aparecer nas paradas musicais por muitos anos após sua morte em um acidente aéreo em 1964.

## Discografia

### Álbuns
| 1956                                                   | Jim Reeves Sings                    | —  | —   | —  |
| 1956                                                   | Singing Down the Lane               | —  | —   | —  |
| 1956                                                   | Bimbo                               | —  | —   | —  |
| 1957                                                   | Jim Reeves                          | —  | —   | —  |
| 1958                                                   | Girls I Have Known                  | —  | —   | 20 |
| 1958                                                   | God Be with You                     | —  | —   | 4  |
| 1959                                                   | Songs to Warm the Heart             | —  | —   | 18 |
| 1960                                                   | According to My Heart               | —  | —   | 16 |
| 1960                                                   | The Intimate                        | —  | —   | 10 |
| 1960                                                   | He'll Have to Go                    | —  | 18  | 15 |
| 1961                                                   | Tall Tales and Short Tempers        | —  | —   | —  |
| 1961                                                   | Talkin' to Your Heart               | —  | —   | —  |
| 1962                                                   | Country Side                        | —  | —   | 8  |
| 1962                                                   | A Touch of Velvet                   | —  | 97  | 8  |
| 1962                                                   | We Thank Thee                       | —  | —   | 12 |
| 1963                                                   | Gentleman Jim                       | —  | —   | 2  |
| 1963                                                   | International                       | 18 | —   | 5  |
| 1963                                                   | Good 'n' Country                    | 13 | —   | 7  |
| 1963                                                   | Twelve Songs of Christmas           | —  | 15  | 3  |
| 1964                                                   | Kimberley Jim                       | —  | —   | 11 |
| 1964                                                   | Moonlight and Roses                 | 1  | 30  | 2  |
| 1964                                                   | The Best                            | 1  | 9   | 1  |
| 1964                                                   | Have I Told You Lately              | 5  | —   | 8  |
| 1965                                                   | The Jim Reeves Way                  | 2  | 45  | 5  |
| 1965                                                   | Up Through the Years                | 1  | —   | 10 |
| 1965                                                   | The Best 2                          | 4  | 100 | 7  |
| 1966                                                   | Distant Drums                       | 1  | 21  | 2  |
| 1966                                                   | Yours Sincerely                     | 3  | —   | 15 |
| 1967                                                   | Blue Side of Lonesome               | 3  | 185 | 15 |
| 1967                                                   | My Cathedral                        | 39 | —   | —  |
| 1968                                                   | A Touch of Sadness                  | 3  | —   | —  |
| 1968                                                   | Jim Reeves on Stage                 | 5  | —   | —  |
| 1969                                                   | Jim Reeves and Some Friends         | 18 | —   | —  |
| 1969                                                   | The Best 3                          | 12 | —   | —  |
| 1971                                                   | Jim Reeves Writes You a Record      | 34 | —   | —  |
| 1971                                                   | Something Special                   | 13 | —   | —  |
| 1971                                                   | Young & Country                     | -  | —   | —  |
| 1972                                                   | My Friend                           | 18 | —   | —  |
| 1972                                                   | Missing You                         | 9  | —   | —  |
| 1973                                                   | Am I That Easy to Forget?           | 11 | —   | —  |
| 1973                                                   | Great Moments with Jim Reeves       | 32 | —   | —  |
| 1974                                                   | I'd Fight the World                 | 13 | —   | —  |
| 1975                                                   | The Best of Jim Reeves Sacred Songs | 37 | —   | —  |
| 1975                                                   | Songs of Love                       | 34 | —   | —  |
| 1976                                                   | I Love You Because                  | 24 | —   | —  |
| 1976                                                   | A Legendary Performer               | 25 | —   | —  |
| 1977                                                   | It's Nothin' to Me                  | 32 | —   | —  |
| 1978                                                   | Jim Reeves                          | 50 | —   | —  |
| 1978                                                   | Nashville                           | —  | —   | —  |
| 1979                                                   | The Best 4                          | —  | —   | —  |
| 1979                                                   | Don't Let Me Cross Over             | 23 | —   | —  |
| 1980                                                   | There's Always Me                   | 56 | —   | —  |
| 1981                                                   | Greatest Hits (com Patsy Cline)     | 8  | —   | —  |
| 1983                                                   | The Jim Reeves Medley               | 65 | —   | —  |
| 1985                                                   | Collector's Series                  | —  | —   | —  |
| 1995                                                   | The Essential Jim Reeves            | —  | —   | —  |
| 1997                                                   | Golden Memories                     | —  | —   | —  |
| 1998                                                   | All Time Gospel Favorites           | —  | —   | —  |
| 1999                                                   | Super Hits                          | —  | —   | —  |
| 1999                                                   | Radio Days                          | —  | —   | —  |
| "—" denota que o álbum não entrou nas paradas musicais |                                     |    |     |    |

### Singles
| Ano                                                     | Single                                                 | Desempenho nas paradas | Desempenho nas paradas | Desempenho nas paradas | Desempenho nas paradas | Desempenho nas paradas | Desempenho nas paradas | Álbum                          |
| Ano                                                     | Single                                                 | US Country             | US                     | CAN Country            | CAN                    | UK                     | NOR                    | Álbum                          |
| ------------------------------------------------------- | ------------------------------------------------------ | ---------------------- | ---------------------- | ---------------------- | ---------------------- | ---------------------- | ---------------------- | ------------------------------ |
| 1953                                                    | "Mexican Joe"                                          | 1                      | 23                     | —                      | —                      | —                      | —                      | Bimbo                          |
| 1954                                                    | "Bimbo"                                                | 1                      | 26                     | —                      | —                      | —                      | —                      | Bimbo                          |
| 1954                                                    | "I Love You" (com Ginny Wright)                        | 3                      | —                      | —                      | —                      | —                      | —                      | apenas em formato single       |
| 1954                                                    | "Then I'll Stop Loving You"                            | 15                     | —                      | —                      | —                      | —                      | —                      | Bimbo                          |
| 1955                                                    | "Penny Candy"                                          | 5                      | —                      | —                      | —                      | —                      | —                      | Bimbo                          |
| 1955                                                    | "Drinking Tequila"                                     | 9                      | —                      | —                      | —                      | —                      | —                      | Bimbo                          |
| 1955                                                    | "Yonder Comes a Sucker"                                | 4                      | —                      | —                      | —                      | —                      | —                      | Country Side                   |
| 1956                                                    | "My Lips Are Sealed"                                   | 8                      | —                      | —                      | —                      | —                      | —                      | Country Side                   |
| 1956                                                    | "According to My Heart"                                | 4                      | —                      | —                      | —                      | —                      | —                      | According to My Heart          |
| 1957                                                    | "Am I Losing You?"                                     | 3                      | —                      | —                      | —                      | —                      | —                      | apenas em formato single       |
| 1957                                                    | "Four Walls"                                           | 1                      | 11                     | —                      | —                      | —                      | —                      | The Best                       |
| 1957                                                    | "Two Shadows on Your Window"                           | 9                      | —                      | —                      | —                      | —                      | —                      | Up Through the Years           |
| 1958                                                    | "Anna Marie"                                           | 3                      | 93                     | —                      | —                      | —                      | —                      | Girls I Have Known             |
| 1958                                                    | "Overnight"                                            | 10                     | —                      | —                      | —                      | —                      | —                      | Distant Drums                  |
| 1958                                                    | "Blue Boy"                                             | 2                      | 45                     | —                      | —                      | —                      | —                      | The Best                       |
| 1958                                                    | "Billy Bayou"                                          | 1                      | 95                     | —                      | —                      | —                      | —                      | He'll Have to Go               |
| 1959                                                    | "Home"                                                 | 2                      | —                      | —                      | —                      | —                      | —                      | He'll Have to Go               |
| 1959                                                    | "Partners"                                             | 5                      | —                      | —                      | —                      | —                      | —                      | He'll Have to Go               |
| 1960                                                    | "He'll Have to Go"                                     | 1                      | 2                      | —                      | —                      | 12                     | 1                      | He'll Have to Go               |
| 1960                                                    | "I'm Gettin' Better"                                   | 3                      | 37                     | —                      | —                      | —                      | —                      | The Intimate                   |
| 1960                                                    | "I Missed Me"                                          | 3                      | 44                     | —                      | —                      | —                      | —                      | Distant Drums                  |
| 1961                                                    | "The Blizzard"                                         | 4                      | 62                     | —                      | —                      | —                      | —                      | Tall Tales and Short Tempers   |
| 1961                                                    | "What Would You Do?"                                   | 15                     | 73                     | —                      | —                      | —                      | —                      | The Best                       |
| 1961                                                    | "Losing Your Love"                                     | 2                      | 89                     | —                      | —                      | —                      | —                      | Distant Drums                  |
| 1962                                                    | "A Letter to My Heart"                                 | 20                     | —                      | —                      | —                      | —                      | —                      | Distant Drums                  |
| 1962                                                    | "I'm Gonna Change Everything"                          | 2                      | 95                     | —                      | —                      | —                      | —                      | Have I Told You Lately         |
| 1962                                                    | "You're the Only Good Thing (That's Happened to Me)"   | —                      | —                      | —                      | —                      | 17                     | 2                      | The Intimate                   |
| 1963                                                    | "Is This Me?"                                          | 3                      | 103                    | —                      | —                      | —                      | —                      | The Best 2                     |
| 1963                                                    | "Guilty"                                               | 3                      | 91                     | —                      | —                      | —                      | —                      | International                  |
| 1964                                                    | "Welcome to My World"                                  | 2                      | 102                    | —                      | —                      | 6                      | 3                      | A Touch of Velvet              |
| 1964                                                    | "Love Is No Excuse" (com Dottie West)                  | 7                      | 115                    | —                      | —                      | —                      | —                      | Jim Reeves and Some Friends    |
| 1964                                                    | "I Guess I'm Crazy"                                    | 1                      | 82                     | 1                      | —                      | —                      | 2                      | The Best 2                     |
| 1964                                                    | "Not Until the Next Time"                              | —                      | —                      | —                      | —                      | 13                     | 6                      | Distant Drums                  |
| 1964                                                    | "I Love You Because"                                   | —                      | —                      | —                      | —                      | 5                      | 1                      | Gentleman Jim                  |
| 1964                                                    | "There's a Heartache Following Me"                     | —                      | —                      | —                      | —                      | 6                      | 3                      | Good 'n' Country               |
| 1965                                                    | "I Won't Forget You"                                   | 3                      | 93                     | —                      | —                      | 3                      | 1                      | The Country Side               |
| 1965                                                    | "This Is It"                                           | 1                      | 88                     | —                      | —                      | —                      | 9                      | Distant Drums                  |
| 1965                                                    | "Is It Really Over?"                                   | 1                      | 79                     | —                      | —                      | —                      | —                      | Distant Drums                  |
| 1965                                                    | "Rosa Rio"                                             | —                      | —                      | —                      | —                      | —                      | 3                      | Moonlight and Roses            |
| 1965                                                    | "It Hurts So Much (To See You Go)"                     | —                      | —                      | —                      | —                      | 8                      | 4                      | The Jim Reeves Way             |
| 1965                                                    | "How Long Has It Been"                                 | —                      | —                      | —                      | —                      | —                      | 9                      | God Be with You                |
| 1966                                                    | "Snowflake"A                                           | 2                      | 66                     | —                      | —                      | —                      | 2                      | Distant Drums                  |
| 1966                                                    | "Distant Drums"                                        | 1                      | 45                     | —                      | 27                     | 1                      | 2                      | Distant Drums                  |
| 1966                                                    | "Blue Side of Lonesome"                                | 1                      | 59                     | —                      | 68                     | —                      | —                      | The Blue Side of Lonesome      |
| 1967                                                    | "I Won't Come In While He's There"                     | 1                      | 112                    | —                      | —                      | 12                     | 7                      | The Blue Side of Lonesome      |
| 1967                                                    | "The Storm"                                            | 16                     | —                      | —                      | —                      | —                      | —                      | The Best of Jim Reeves         |
| 1968                                                    | "I Heard a Heart Break Last Night"                     | 9                      | —                      | —                      | —                      | —                      | —                      | The Best of Jim Reeves         |
| 1968                                                    | "That's When I See the Blues"                          | 9                      | —                      | 5                      | —                      | —                      | —                      |                                |
| 1968                                                    | "When You Are Gone"                                    | 7                      | —                      | 1                      | —                      | —                      | —                      | A Touch of Sadness             |
| 1969                                                    | "When Two Worlds Collide"                              | 6                      | —                      | 4                      | —                      | 17                     | —                      | Jim Reeves Writes You a Record |
| 1970                                                    | "Nobody's Fool"                                        | 10                     | —                      | 4                      | —                      | —                      | —                      | Jim Reeves Writes You a Record |
| 1970                                                    | "Angels Don't Lie"                                     | 4                      | —                      | 21                     | —                      | —                      | —                      | Jim Reeves Writes You a Record |
| 1971                                                    | "Gypsy Feet"                                           | 16                     | —                      | 14                     | —                      | —                      | —                      | My Friend                      |
| 1972                                                    | "The Writing's on the Wall"                            | 15                     | —                      | 20                     | —                      | —                      | —                      | My Friend                      |
| 1972                                                    | "Missing You"                                          | 8                      | —                      | 13                     | —                      | —                      | —                      | Missing You                    |
| 1973                                                    | "Am I That Easy to Forget"                             | 12                     | —                      | 9                      | —                      | —                      | —                      | Am I That Easy to Forget       |
| 1974                                                    | "I'd Fight the World"                                  | 19                     | —                      | 43                     | —                      | —                      | —                      | I'd Fight the World            |
| 1975                                                    | "You Belong to Me"                                     | 54                     | —                      | —                      | —                      | —                      | —                      | Love Songs                     |
| 1975                                                    | "You'll Never Know"                                    | 71                     | —                      | —                      | —                      | —                      | —                      | Love Songs                     |
| 1976                                                    | "I Love You Because"                                   | 54                     | —                      | —                      | —                      | —                      | —                      | I Love You Because             |
| 1977                                                    | "It's Nothin' to Me"                                   | 14                     | —                      | —                      | —                      | —                      | —                      | It's Nothin' to Me             |
| 1977                                                    | "Little Ole Dime"                                      | 23                     | —                      | —                      | —                      | —                      | —                      | Nashville '78                  |
| 1978                                                    | "You're the Only Good Thing (That's Happened to Me)"   | 29                     | —                      | —                      | —                      | —                      | —                      | Nashville '78                  |
| 1979                                                    | "Don't Let Me Cross Over" (com Deborah Allen)          | 10                     | —                      | —                      | —                      | —                      | —                      | Don't Let Me Cross Over        |
| 1980                                                    | "Oh, How I Miss You Tonight" (com Deborah Allen)       | 6                      | —                      | 40                     | —                      | —                      | —                      | Don't Let Me Cross Over        |
| 1980                                                    | "Take Me in Your Arms and Hold Me" (com Deborah Allen) | 10                     | —                      | —                      | —                      | —                      | —                      | Don't Let Me Cross Over        |
| 1981                                                    | "There's Always Me"                                    | 35                     | —                      | —                      | —                      | —                      | —                      | There's Always Me              |
| 1982                                                    | "Have You Ever Been Lonely?" (com Patsy Cline)         | 5                      | —                      | 1                      | —                      | —                      | —                      | Greatest Hits                  |
| 1982                                                    | "I Fall to Pieces" (com Patsy Cline)                   | 54                     | —                      | 41                     | —                      | —                      | —                      | I Fall to Pieces               |
| 1983                                                    | "The Jim Reeves Medley"                                | 46                     | —                      | —                      | —                      | —                      | —                      | The Jim Reeves Medley          |
| 1984                                                    | "The Image of Me"                                      | 70                     | —                      | —                      | —                      | —                      | —                      | Special Collection             |
| "—" denota que o single não entrou nas paradas musicais |                                                        |                        |                        |                        |                        |                        |                        |                                |